# G2-1408
G2-1408 è una galassia Lyman-break situata nella costellazione della Fornace e scoperta, nel 2009, insieme ad un gruppo di altre 6 galassie nell'ambito del programma di esplorazione GOODS-south, acronimo di Great Observatories Origins Deep Survey.
G2-1408 ha un redshift di 6,972 e la distanza percorsa dalla luce giunta sino a noi risulta essere di 12,88 miliardi di anni luce; pertanto le immagini che osserviamo della galassia si riferiscono ad un'epoca in cui non erano ancora trascorsi un miliardo di anni dal Big Bang.